# Távora e Pereiro
Távora e Pereiro (oficialmente: União das Freguesias de Távora e Pereiro) é uma freguesia portuguesa do município de Tabuaço, com 11,94 km² de área e 362 habitantes (censo de 2021). A sua densidade populacional é 30,3 hab./km².

## História
Foi criada aquando da reorganização administrativa de 2012/2013, resultando da agregação das antigas freguesias de Távora e Pereiro.

## Demografia
A população registada nos censos foi:
| Distribuição da População por Grupos Etários | Distribuição da População por Grupos Etários | Distribuição da População por Grupos Etários | Distribuição da População por Grupos Etários | Distribuição da População por Grupos Etários | Distribuição da População por Grupos Etários |
| -------------------------------------------- | -------------------------------------------- | -------------------------------------------- | -------------------------------------------- | -------------------------------------------- | -------------------------------------------- |
| Antes da agregação                           |                                              |                                              |                                              |                                              |                                              |
| Ano                                          | 0-14 anos                                    | 15-24 anos                                   | 25-64 anos                                   | >= 65 anos                                   | Total                                        |
| 2001                                         | 118                                          | 82                                           | 249                                          | 127                                          | 576                                          |
| 2011                                         | 73                                           | 69                                           | 264                                          | 106                                          | 512                                          |
| Após a agregação                             |                                              |                                              |                                              |                                              |                                              |
| Ano                                          | 0-14 anos                                    | 15-24 anos                                   | 25-64 anos                                   | >= 65 anos                                   | Total                                        |
| 2021                                         | 32                                           | 38                                           | 188                                          | 104                                          | 362                                          |